# Cántico de Moisés
El Cantar de Moisés es el poema que aparece en Deuteronomio de la Biblia hebrea, que según la Biblia fue entregada justo antes de la muerte de Moisés en el monte Nebo. A veces se hace referencia al Cántico como Deuteronomio 32, a pesar de que el capítulo 32 del Deuteronomio contiene nueve versículos (44-52) que no forman parte del Cántico.
La mayoría de los estudiosos sostienen que fue compuesta entre los siglos X y VIII a. C., aunque hay fechas que se remontan al siglo XII a. C. o tan tardías como el siglo V.

## Narrativa bíblica

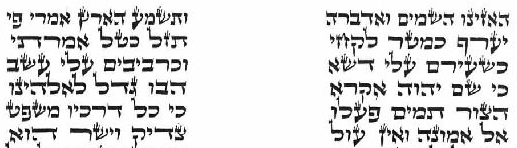
Texto en hebreo de Deuteronomio 32:1-4 tal y como aparece escrito en un “'Sefer Torá”' judío.

Según los versículos 16-18 de Deuteronomio 31, YHWH se reunió con Moisés y su sucesor designado Josué en el «tabernáculo de la reunión» y les dijo que, tras la muerte de Moisés, el pueblo de Israel renegaría del pacto que YHWH había hecho con ellos y adoraría a los dioses de las tierras que ocupaban. YHWH le dijo a Moisés que escribiera las palabras de una canción y se la enseñara a la comunidad, para que fuera «testigo contra los hijos de Israel». El versículo 22 afirma que Moisés hizo lo que se le había ordenado, y en el versículo 30 «dijo a toda la congregación de Israel las palabras de este cántico hasta que acabó».
El Cántico comienza con un exordio (versículos 1-3) en el que se convoca al cielo y a la tierra para que escuchen lo que el poeta va a decir. En los versículos 4-6 se define el tema: es la rectitud y la fidelidad de YHWH hacia su pueblo corrupto e infiel. Los versículos 7-14 describen la providencia que condujo a Israel a salvo a través del desierto y le dio una tierra rica y fértil. Los versículos 15-18 están dedicados a la infidelidad de Israel y su caída en la idolatría. Esta caída obligó a YHWH a amenazarlo (versículos 19-27) con un desastre nacional y casi con la extinción nacional. Los versículos 28-43 describen cómo YHWH ha decidido hablar a los israelitas en medio de su extrema necesidad, para guiarlos a una mejor mentalidad y concederles la victoria sobre sus enemigos.
En un rollo de la Torá el cántico está escrito con un formato especial, en dos columnas paralelas.

## Similitud con otros pasajes del Antiguo Testamento
Isaías 1:2 comienza de manera similar a Deuteronomio 32:1, llamando al cielo y a la tierra como testigos, lo que hace que la introducción de Isaías sea al estilo del Cántico de Moisés. 
El Salmo 50, en Salmo 50:1 y Salmo 50:4, también comienza igual que Deuteronomio 32:1, lo que hace que ese salmo sea poéticamente también al estilo del Cántico de Moisés.